# Hendrik III Julius van Bourbon-Condé
Henri III Jules de Bourbon, prins van Condé (Parijs, 29 juli 1643 - aldaar, 1 april 1709) was, als de oudste zoon van Lodewijk II van Bourbon-Condé en Claire-Clémence de Maillé-Brézé, hertogin van Fronsac en Caumont en nicht van kardinaal Richelieu, een lid van de Franse koninklijke familie. Zijn excentrieke gedrag leverde hem de bijnamen "Condé de Gek" en "de Groene Aap" op.
Henri werd op 29 juli gedoopt in de Église Saint-Sulpice met Richelieu als peetoom. Hij erfde de mentale instabiliteit van zijn moeders familie en was berucht om zijn uitspattingen en vreemde gedrag. Hij trouwde in 1663 met Anna Henrietta, een dochter van Eduard van de Palts. In 1673 werd hij als officier in het leger naar de Rijn gezonden, maar zijn mentale instabiliteit verhinderde hem een actieve rol te vervullen, ongeacht zijn rang van luitenant-generaal en uiteindelijk zelfs veldmaarschalk.
In 1686 erfde hij, als oudste zoon, de titels en gebieden van zijn overleden vader. In 1688 kwamen daarbovenop nog de titels en rechten op Guise en toebehoren.
Henri's waanzin nam naarmate de jaren verstreken steeds groteskere vormen aan, tot hij in 1709 stierf aan klinische lycantropie.
Via een van zijn dochters was hij een voorvader van Lodewijk Filips, die van 1830 tot 1848 koning van Frankrijk was.

## Nageslacht
Bij zijn vrouw verwekte Henri tien kinderen, van wie er vijf als kinderen stierven.
1. Henri de Bourbon, hertog van Bourbon (5 november 1667 - 5 juli 1670)
2. Hendrik van Bourbon, hertog van Enghien en later prins van Condé (11 oktober 1668 - 4 maart 1710)
3. Henri de Bourbon, graaf van Clermont, (3 juli 1672 - 6 juni 1675)
4. Louis Henri de Bourbon, graaf van La Marche (9 november 1673 - 21 februari 1675)
5. Marie Thérèse de Bourbon (1 februari 1666 - 1732)
6. Anne de Bourbon (11 november 1670 - 27 mei 1675)
7. Anne Marie Victoire de Bourbon (11 augustus 1675 - 23 oktober 1700)
8. Anne Louise Bénédicte van Bourbon (8 november 1676 - 23 januari 1753)
9. Marie Anne de Bourbon (24 februari 1678 - 11 april 1718)
10. N. de Bourbon (17 juli 1679 - 17 september 1680)